# Grosmannia wageneri
Grosmannia wageneri är en svampart som först beskrevs av Goheen & F.W. Cobb, och fick sitt nu gällande namn av Zipfel, Z.W. de Beer & M.J. Wingf. 2006. Grosmannia wageneri ingår i släktet Grosmannia och familjen Ophiostomataceae.   Inga underarter finns listade i Catalogue of Life.

## Bildgalleri

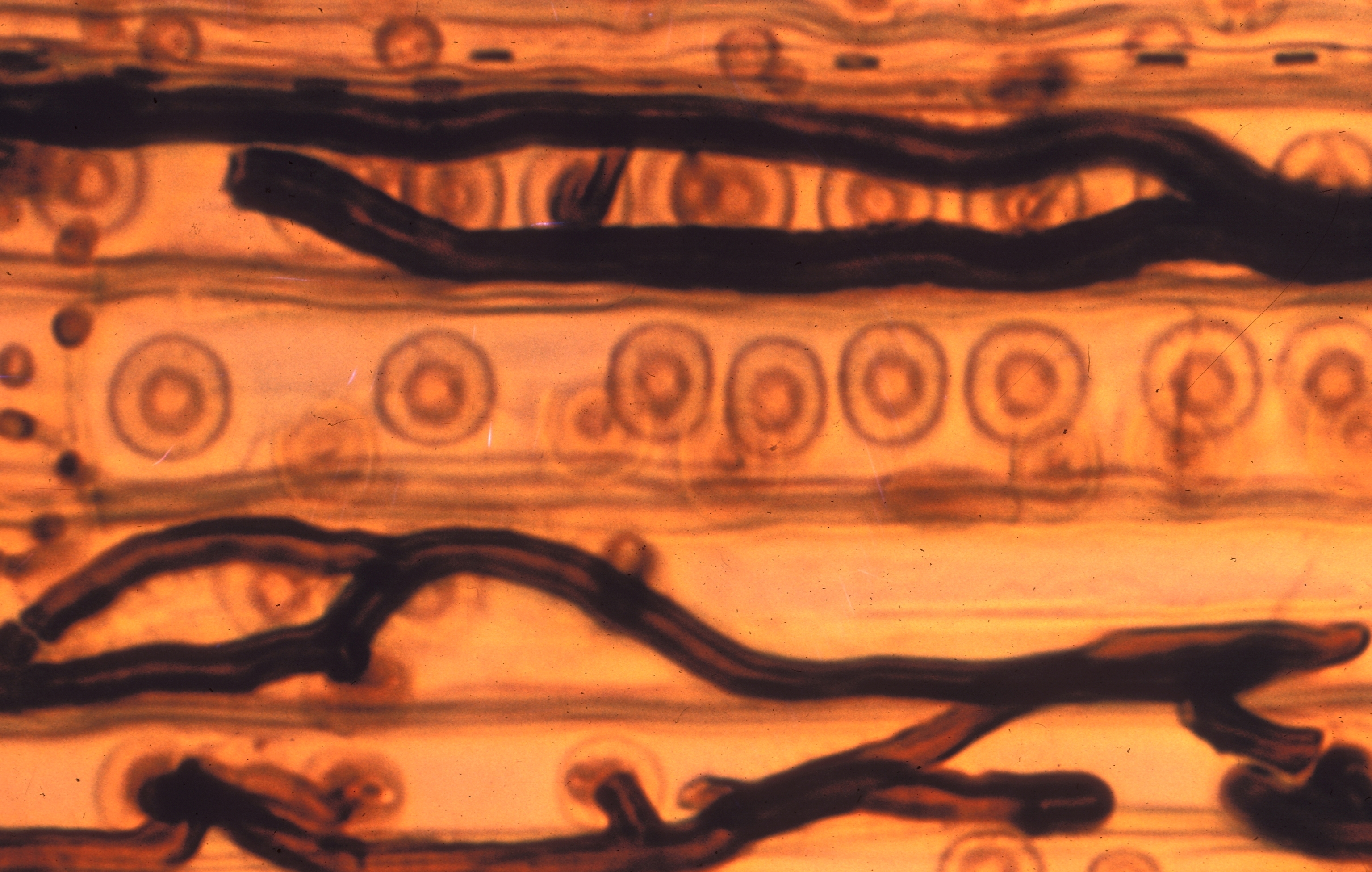